# Nicholas Edwards
Roger Nicholas Edwards, baron Crickhowell, (25 février 1934 - 17 mars 2018) est un homme politique du Parti conservateur britannique qui est député de 1970 à 1987 et secrétaire d'État pour le Pays de Galles pendant les deux premiers mandats du gouvernement Margaret Thatcher.

## Biographie
Il fait ses études à la Westminster School et, après avoir terminé son service national au Royal Welch Fusiliers, au Trinity College de Cambridge, il obtient son diplôme d'histoire en 1957 . Il est directeur du courtier d'assurance William Brandt et devient membre de Lloyds en 1965 ,.
Il devient député à la place de Desmond Donnelly et est secrétaire d'État du Pays de Galles dans les première et deuxième gouvernements de Margaret Thatcher.
Il est désigné par le Parti conservateur du Pembrokeshire comme candidat au Parlement pour Pembroke en 1968 
Aux élections générales de 1970, il est élu à la Chambre des communes comme député de Pembrokeshire, qu'il représente jusqu'à sa retraite aux élections générales de 1987. De 1975 à 1979, il est le secrétaire d'État fantôme du Pays de Galles. Lorsque Margaret Thatcher est devenue Premier ministre en 1979, Edwards est nommé secrétaire d'État du Pays de Galles. Il occupe ce poste jusqu'en 1987, date à laquelle il obtient une pairie à vie, créé le 15 octobre 1987 comme baron Crickhowell, de Pont Esgob dans les Black Mountains et le comté de Powys.
Lord Crickhowell est le seul président de la National Rivers Authority (NRA) depuis sa création en 1989 jusqu'à sa fusion avec la toute nouvelle Agence pour l'environnement en 1996. Bien qu'il s'agissait d'une nomination politique directe du gouvernement conservateur, Lord Crickhowell montre son attachement aux principes de la NRA et à la législation qu'elle applique s'exprimant en faveur de l'environnement et soutenant des mesures strictes contre les entreprises pollueuses.
Au cours des années 1990, Lord Crickhowell devient une figure de proue de la campagne pour un foyer permanent pour l'Opéra national du pays de Galles à Cardiff. Lorsque les plans ont été rejetés par le gouvernement en 1995, il lance une attaque publique contre ses anciens collègues conservateurs,.
Lord Crickhowell siège à la Chambre des lords en tant que pair à vie pendant plus de 30 ans, de 1987 jusqu'à sa mort en 2018, faisant sa dernière apparition en septembre 2017. Il est associé à de nombreuses institutions britanniques, comme l'Université de Cardiff, où il reçoit une bourse d'honneur en 1984 et est chancelier de 1988 à 1998 ,. Il reçoit un LL honoraire. D. de l'Université de Glamorgan en 2001 ,.
Il est décédé le 17 mars 2018 à l'âge de 84 ans. Un service commémoratif a lieu à l'église St Margaret's Westminster le 23 octobre 2018.

## Travaux
- (as Nicholas Edwards). La langue galloise, un engagement et un défi: la politique du gouvernement pour la langue galloise (discours). HMSO.
- (as Nicholas Crickhowell), Opera House Lottery : Zaha Hadid and the Cardiff Bay Project, University of Wales Press, 1997, 175 p. (ISBN 978-0-7083-1442-5) septembre 1997
- (as Nicholas Crickhowell), Westminster, Wales and Water, University of Wales Press, 1999, 246 p. (ISBN 978-0-7083-1522-4) Octobre 1999
- (as Lord Crickhowell). Le Parti conservateur et le Pays de Galles (PDF) (Discours). Conférence annuelle des archives politiques galloises – via la Bibliothèque nationale du Pays de Galles . 2006
- (as Nicholas Crickhowell), The Rivers Join : The Story of a Family, Trafford Publishing, 2009, 148 p. (ISBN 978-1-4251-9142-9) Novembre 2009